# (6939) Lestone
(6939) Lestone est un astéroïde de la ceinture principale.

## Description
(6939) Lestone est un astéroïde de la ceinture principale. Il fut découvert le 22 septembre 1952 à Mont Wilson par Leland Erskin Cunningham. Il présente une orbite caractérisée par un demi-grand axe de 2,59 UA, une excentricité de 0,10 et une inclinaison de 14,1° par rapport à l'écliptique.

## Compléments